# كأس ديفيز 2007
كأس ديفيز 2007 هو الموسم 96 من  كأس ديفيز. أقيم خلال الفترة 9 فبراير 2007 وحتى 2 ديسمبر 2007، وفاز فيه منتخب الولايات المتحدة لكأس ديفيز.